# Drassodes corticalis
Drassodes corticalis är en spindelart som först beskrevs av Lucas 1846.  Drassodes corticalis ingår i släktet Drassodes och familjen plattbuksspindlar.
Artens utbredningsområde är Algeriet. Inga underarter finns listade i Catalogue of Life.